# 109
Évszázadok: 1. század – 2. század – 3. század
Évtizedek: 50-es évek – 60-as évek – 70-es évek – 80-as évek – 90-es évek – 100-as évek – 110-es évek – 120-as évek – 130-as évek – 140-es évek – 150-es évek
Évek: 104 – 105 – 106 – 107 –  108 – 109 – 110 – 111 – 112 – 113 – 114

## Események

### Római Birodalom
- Aulus Cornelius Palma Frontonianust (helyettese márciustól L. Annius Largus, májustól Cn. Antonius Fuscus, szeptembertől C. Aburnius Valens) és Publius Calvisius Tullus Rusót (helyettese C. Julius Antiochus Epiphanes Philopappus és C. Julius Proculus) választják consulnak.
- Felavatják az Aqua Traiana vízvezetéket, amely a Bracciano-tóból vezet vizet Rómába.
- Megnyitják Traianus fürdőit.
- Traianus császár saját költségén utat építtet Beneventum és Brundisium között (Via Traiana).
- Befejezik a Tropaeum Traiani emlékmű építését.
- Ifjabb Pliniust kinevezik Bithynia és Pontus kormányzójává.

### Pártus Birodalom
- I. Khoszroész fellázad II. Pakórosz király ellen és uralma alá hajtja a birodalom nyugati régióit.

## Fordítás
- Ez a szócikk részben vagy egészben  az   AD 109 című angol Wikipédia-szócikk ezen változatának fordításán alapul.  Az eredeti cikk szerkesztőit annak laptörténete sorolja fel. Ez a jelzés csupán a megfogalmazás eredetét és a szerzői jogokat jelzi, nem szolgál a cikkben szereplő információk forrásmegjelöléseként.